# Josef Al-Imam
Josef Baiz Abdulhameed Al-Imam (in arabo يوسف الإمام‎?; Malmö, 27 luglio 2004) è un calciatore iracheno, difensore del BK Olympic.

## Carriera

### Club
Al-Imam è cresciuto nel settore giovanile del Malmö FF. Il 21 dicembre 2022 è passato in prestito al BK Olympic dove ha debuttato il 5 agosto seguente nell'incontro di Ettan pareggiato 0-0 contro il Tvååkers IF. Ha segnato il suo primo gol dieci giorni più tardi contro il Lunds BK. Il 22 dicembre 2023 il trasferimento è divenuto definitivo.

### Nazionale
Ha giocato nelle nazionali giovanili svedesi Under-18 ed Under-19, prima di optare per la nazionalità irachena, giocando anche nella nazionale Under-23 del Paese asiatico.
Nel 2024 è stato convocato dalla nazionale olimpica irachena per partecipare ai Giochi della XXXIII Olimpiade.

## Statistiche

### Presenze e reti nei club
Statistiche aggiornate al 1º agosto 2024.
| Stagione        | Squadra         | Campionato      | Campionato | Campionato | Coppe nazionali | Coppe nazionali | Coppe nazionali | Coppe continentali | Coppe continentali | Coppe continentali | Altre coppe | Altre coppe | Altre coppe | Totale | Totale | Totale |
| Stagione        | Squadra         | Comp            | Pres       | Reti       | Comp            | Pres            | Reti            | Comp               | Pres               | Reti               | Comp        | Pres        | Reti        | Pres   | Reti   |        |
| --------------- | --------------- | --------------- | ---------- | ---------- | --------------- | --------------- | --------------- | ------------------ | ------------------ | ------------------ | ----------- | ----------- | ----------- | ------ | ------ | ------ |
| 2023            | BK Olympic      | D1              | 11         | 2          | CS              | 0               | 0               |                    | -                  | -                  |             | -           | -           | 11     | 2      |        |
| 2024            | BK Olympic      | D1              | 7          | 0          | CS              | 0               | 0               |                    | -                  | -                  |             | -           | -           | 7      | 0      |        |
| Totale carriera | Totale carriera | Totale carriera | 18         | 2          |                 | 0               | 0               |                    | -                  | -                  |             | -           | -           | 18     | 2      |        |

### Cronologia presenze e reti in nazionale
| Cronologia completa delle presenze e delle reti in nazionale ― Iraq olimpica | Cronologia completa delle presenze e delle reti in nazionale ― Iraq olimpica | Cronologia completa delle presenze e delle reti in nazionale ― Iraq olimpica | Cronologia completa delle presenze e delle reti in nazionale ― Iraq olimpica | Cronologia completa delle presenze e delle reti in nazionale ― Iraq olimpica | Cronologia completa delle presenze e delle reti in nazionale ― Iraq olimpica | Cronologia completa delle presenze e delle reti in nazionale ― Iraq olimpica | Cronologia completa delle presenze e delle reti in nazionale ― Iraq olimpica |
| Data                                                                         | Città                                                                        | In casa                                                                      | Risultato                                                                    | Ospiti                                                                       | Competizione                                                                 | Reti                                                                         | Note                                                                         |
| ---------------------------------------------------------------------------- | ---------------------------------------------------------------------------- | ---------------------------------------------------------------------------- | ---------------------------------------------------------------------------- | ---------------------------------------------------------------------------- | ---------------------------------------------------------------------------- | ---------------------------------------------------------------------------- | ---------------------------------------------------------------------------- |
| 24-7-2024                                                                    | Décines-Charpieu                                                             | Iraq olimpica                                                                | 2 – 1                                                                        | Ucraina olimpica                                                             | Olimpiadi 2024 - 1º turno                                                    | -                                                                            | 46’                                                                          |
| 30-7-2024                                                                    | Nizza                                                                        | Marocco olimpica                                                             | 3 – 0                                                                        | Iraq olimpica                                                                | Olimpiadi 2024 - 1º turno                                                    | -                                                                            | 90+12’                                                                       |
| Totale                                                                       |                                                                              | Presenze                                                                     | 2                                                                            |                                                                              | Reti                                                                         | 0                                                                            |                                                                              |